# بوبليكو
PÚBLICO بالإسبانية، هي صحيفة الكترونية اسبانية، تنشر باللغة الاسبانية، تأسست في عام 2007، بواسطة توني كاسيس بالاشتراك مع عدد من المساهمين، كانت هناك نسخة مطبوعة للصحيفة خلال الفترة من سبتمبر 2007 وحتى فبراير 2012

## التاريخ
في بداية عام 2007 تم إنشاء صحيفة "بوبليكو"، بهدف ادخال صحيفة ايديولوجية يسارية في ساحة الصحافة الاسبانية، وكان الصحفي والمدون اغناسيو اسكولار مسئولًا عن المشروع حيث قام  بتوظيف مهنيين من الصحف ووسائل الاعلام الاسبانية الأخرى، لتشكيل أول طاقم للنشر في غرفة الأخبار الواقعة في شارع كاليرويغا في مدريد.
تضمنت الصحيفة أقسامًا متنوعة مثل الرأي والشئون الدولية والسياسة والمجتمع والاقتصاد والعلوم والثقافة والرياضة والناس، تم اطلاق الصحيفة الورقية ونسختها الرقمية لأول مرة في 26 سبتمبر 2007، وتوقفت النسخة الورقية في 24 فبراير لعام 2012، لتواصل الصحيفة رحلتها الالكترونية فيما بعد.

## الإدارة
عين مجلس إدارة Display Connectors  ناشر PÚBLICO ، في ديسمبر 2019، الصحفية فيرجينيا بيريز ألونسو مديرة جديدة للصحيفة. تحل بيريز ألونسو محل آنا باردو دي فيرا في المنصب، والتي تتولى الآن مهام مدير الشركة والعلاقات المؤسسية.